# خورخي لويس كوردوفا
خورخي لويس كوردوفا هو محامي وقاضي وسياسي أمريكي، ولد في 20 أبريل 1907 في Manatí, Puerto Rico ‏ في الولايات المتحدة، وتوفي في 16 سبتمبر 1994 في سان خوان في الولايات المتحدة. نشط حزبياً في الحزب التقدمي الجديد. وقد انتخب المفوض المقيم لبورتوريكو.